# Stazione di Pratovecchio Stia
La stazione di Pratovecchio Stia è una stazione ferroviaria di Pratovecchio Stia, in provincia di Arezzo.
È il capolinea della ferrovia Arezzo-Stia, gestita da La Ferroviaria Italiana (LFI).